# Suctobelbella horrida
Suctobelbella horrida är en kvalsterart som först beskrevs av Balogh och Sandór Mahunka 1966.  Suctobelbella horrida ingår i släktet Suctobelbella och familjen Suctobelbidae. Inga underarter finns listade i Catalogue of Life.